# THE IDOLM@STER LIVE in SLOT!
<THE IDOLM@STER LIVE in SLOT!> (아이돌마스터 라이브 인 슬롯!)은 2012년 7월에 발매된 사미의 파치슬로기 (5호기)이다. 보통협에서의 형식명은 <아이돌마스터 라이브 인 슬롯 Z>.

## 개요
엑스박스 360판 <THE IDOLM@STER>를 모티프로 한 파치스로기로, 원작의 특징인 아이돌을 프로듀스한다는 게임성을 휴대 연동기능의 <마이스로>를 사용하는 것으로 재현하고 있다. 마이스로를 사용하는 것으로 통상으로부터 ART 중에 이르기까지 선택한 아이돌로 플레이&커스텀이 가능하게 된다. 커스텀 패턴은 파치슬로 사상 최대가 되는 약 5000억 방법.

## 참고 자료
- <파치슬로 필승 가이드> 2012년 9월호 (가이드 워크스)